# Brahim Asloum
Brahim Asloum (Bourgoin-Jallieu, 31 gennaio 1979) è un pugile francese.

## Palmarès
Olimpiadi
- 1 medaglia:
  - 1 oro (Pesi mosca leggeri a Sydney 2000)